# Karl Arndt (Richter)
Karl Otto Arndt (* 27. Februar 1904 in Berlin; † 14. April 1990) war ein deutscher Jurist. Er war von 1956 bis 1969 Präsident des Hanseatischen Oberlandesgerichts in Bremen.

## Leben und Wirken
Karl Arndt war der Sohn von Karl Johann Christian Arndt. Nach dem Schulbesuch schlug er eine juristische Ausbildung ein und wurde Kammergerichtsrat und später stellvertretender Gruppenleiter beim Reichsprotektor in Prag. 1933 trat er der SS bei (SS-Nummer 139.934), zum 21. Juni 1944 wurde er zum SS-Untersturmführer der Waffen-SS befördert. Am 29. Mai 1938 beantragte er die Aufnahme in die NSDAP und wurde zum 1. August desselben Jahres aufgenommen (Mitgliedsnummer 6.096.192).
Nach dem Zweiten Weltkrieg blieb Arndt nach erfolgter Entnazifizierung im öffentlichen Dienst und wurde 1956 als Nachfolger von Hellmuth Stutzer zum Präsidenten des Oberlandesgerichts Bremen ernannt. Daneben war er auch Chef des Wiedergutmachungssenats in Bremen und Mitglied der internationalen Kommission für Wiedergutmachung in Koblenz. 1969 ging er mit 65 Jahren in den Ruhestand.

## Nachlass
Sein Nachlass, darunter auch Unterlagen zu seiner Entnazifizierung, befindet sich im Staatsarchiv Bremen.

## Schriften (Auswahl)
- Zessionsrecht. 1932.
- Wiedergutmachungsrecht: Entscheidungen des Board of Review und des Obersten Rückerstattungsgerichts für die britische Zone. In: Juristenzeitung. 10 (1955), S. 394–396.